# Herbert Stothart
Herbert Stothart (Milwaukee, 11 settembre 1885 – Los Angeles, 1º febbraio 1949) è stato un compositore statunitense di colonne sonore cinematografiche e di musical.

## Biografia
Studiò all'University of Wisconsin–Madison.
Il 24 marzo 1919 diresse la prima assoluta di Tumble In di Rudolf Friml al Broadway theatre; nel 1922 invece The Blue Kitten di Friml a Broadway.
Collaborò per le musiche dell'operetta Rose Marie che ebbe la prima assoluta a Broadway nel 1924 con Friml (557 recite).
Nel 1925 Rose Marie ebbe la prima al teatro Drury Lane di Londra (851 recite) e a Parigi con 1250 recite. Il 18 ottobre 1928 Rose Marie andò in scena al Teatro Reinach di Parma per la Tournée della Compagnia del Teatro Mogador di Parigi. Nei numeri musicali contiene Indian Love Call, che nella versione cinematografica del 1936, cantata da Nelson Eddy e Jeanette MacDonald, fu premiata con il Grammy Hall of Fame Award 2008.
Nel 1926 diresse la prima assoluta di  The Wild Rose di Friml a Broadway.

## Filmografia parziale
- Il tenente di Napoleone (Devil-May-Care), regia di Sidney Franklin - musiche originali (1929)
- Ragazze e giovanotti del 1890 (The Florodora Girl), regia di Harry Beaumont (1930)
- The Prodigal, regia di Harry A. Pollard (1931)
- Vendetta gialla (The Son-Daughter), regia di Clarence Brown e, non accreditato, Robert Z. Leonard (1932)
- What Every Woman Knows, regia di Gregory La Cava (1934)
- Il velo dipinto (The Painted Veil), regia di Richard Boleslawski (1934)
- Le due città (A Tales of Two Cities), regia di Jack Conway (1935)
- La tragedia del Bounty (Mutiny on the Bounty), regia di Frank Lloyd (1935)
- Rose Marie, regia di W.S. Van Dyke II - musiche originali (1936)
- Maria Walewska (Conquest), regia di Clarence Brown (1937)
- Broadway Serenade, regia di Robert Z. Leonard (1939)
- Balalaika, regia di Reinhold Schünzel (1939)
- Soldato di cioccolata (The Chocolate Soldier), regia di Roy Del Ruth (1941)
- Avventura a Bombay (They Met in Bombay), regia di Clarence Brown (1941)
- Prigionieri del passato (Random Harvest), regia di Mervyn LeRoy (1942)
- La commedia umana (The Human Comedy), regia di Clarence Brown (1943)
- Gran Premio (National Velvet), regia di Clarence Brown (1944)
- Kismet, regia di William Dieterle - musiche originali (1944)
- Avventura (Adventure), regia di Victor Fleming (1945)
- L'isola sulla montagna (High Barbaree), regia di Jack Conway (1947)

## Premi Oscar Miglior Colonna Sonora

### Vittorie
- Il mago di Oz (1940)

### Nomination
- La tragedia del Bounty (1936)
- Primavera (1938)
- Maria Antonietta (1939)
- Bisticci d'amore (1939)
- Il ponte di Waterloo (1941)
- Soldato di cioccolata (1942)
- Prigionieri del passato (1943)
- Madame Curie (1944)
- La parata delle stelle (1944)
- Kismet (1945)
- La valle del destino (1946)